# السواقي (الحيمة الخارجية)

تعديل مصدري - تعديل

السواقي هي إحدى قرى عزلة بني القلام بمديرية الحيمة الخارجية التابعة لمحافظة صنعاء، بلغ تعداد سكانها 93 نسمة حسب تعداد اليمن لعام 2004.